# Шомон (округ)
Шомон (фр. Chaumont) — округ (фр. Arrondissement) во Франции, один из округов в регионе Шампань-Арденны. Департамент округа — Марна Верхняя. Супрефектура — Шомон.
Население округа на 2006 год составляло 67 738 человек. Плотность населения составляет 27 чел./км². Площадь округа составляет всего 2476 км².